# كفر الشراعنة
كفر الشراعنة، هي عزبة تابعة للوحدة المحلية لقرية شباس الشهداء، التابعة لمركز دسوق، التابع لمحافظة كفر الشيخ في جمهورية مصر العربية.